# (1544) Vinterhansenia
(1544) Vinterhansenia ist ein Asteroid des Hauptgürtels, der am 15. Oktober 1941 von der finnischen Astronomin Liisi Oterma in Turku entdeckt wurde.
Der Name des Asteroiden erinnert an die dänische Astronomin Julie Marie Vinter Hansen (1890–1960).